# Solomon Wiseman
 (août 2020).
Si vous disposez d'ouvrages ou d'articles de référence ou si vous connaissez des sites web de qualité traitant du thème abordé ici, merci de compléter l'article en donnant les références utiles à sa vérifiabilité et en les liant à la section « Notes et références ».
Pour les articles homonymes, voir Wiseman.
Solomon Wiseman (16 avril 1777 - 28 novembre 1838) est un bagnard, marchand et passeur britannique. La ville de Wisemans Ferry, en Australie, porte son nom.